# Holda

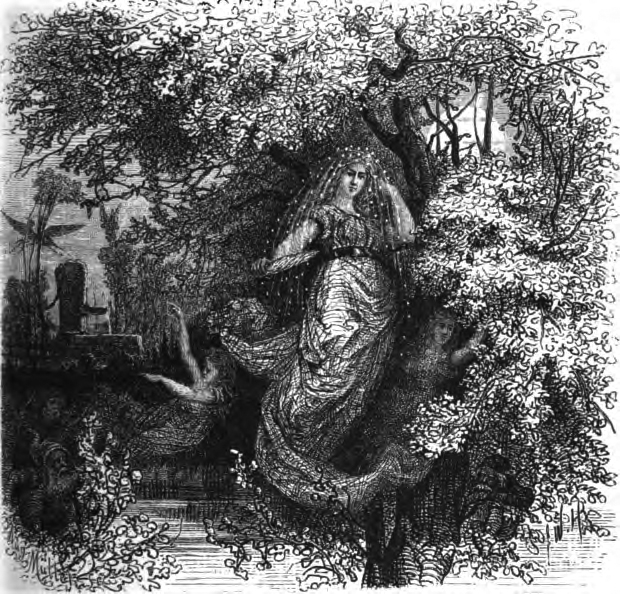
Friedrich Wilhelm Heine, Holda, dobrá ochránkyně, ilustrace k Nordisch-germanische Götter und Helden (1882)

Holda, též Hulda, Holle či Holl, často s přízviskem Frau „paní“, je postava mocné ženské bytosti z německého folklóru, která se vůči lidem zpravidla chová dobrotivě, ale nahněvá se nad nepořádkem v domácnosti. Někdy jsou zmiňováni i její pomocníci či sluhové, podzemní bytosti zvané hulden. Podání o Holdě se zachovalo především v Hesensku a Durynsku, ale zasahuje i do Fojtska, severních Franků, Westerwaldu a Dolního Saska. Není však známa ve Švábsku, Švýcarsku, Bavorsku, Rakousku a Frísku.
Podobné postava se v německy mluvících zemích objevuje i pod jinými jmény. V alpských oblastech se jedná především o Perchtu, v Dolním Sasku a Sasku-Anhaltsku se podobná postava objevuje pod jmény jako je Erche, Herkja, Herche, Helche, Herke nebo Harke, která nejspíše znamenají „Země“. Nejistá je souvislost Holdy s dalšími postavami germánské mytologie a folklóru. V severských zdrojích je zmiňována obryně Hulda a vědma Huld, slovem hulder je v Norsku označována víla a Huldufólk je islandský výraz pro elfy. Jacob Grimm se domníval, že Nerthus a „Isis“ uctívaná podle Tacita Svéby můžou být ve skutečnosti Holdou či jí podobnou bohyní. Dále jí spojoval se severskou Frigg. Spojení s Huldou považoval za možné i Hludany, bohyně z Porýní a Fríska, ačkoliv uvažoval i souvislosti spíše se severskou Hlóðyn.

## Etymologie
Jacob Grimm její jméno vyložil z německého hold „příznivě nakloněný, milující, líbezný“ a připomíná i výraz s opačným významem: unhold „příšera“. Podle jeho názoru význam jména Holda kolísá mezi těmito dvěma póly a taktéž kolísá jeho gramatický rod mezi ženským a mužským. Souvislost se severským huldr „skrytá“ považoval za nepravděpodobnou.

## Písemné prameny
Nejstarší zmínka o Holdě se objevuje na začátku 11. století ve spise Decretum Burcharda z Wormsu. V tom se uvádí že pošetilý lid věří v dav démonických žen zvaný Hilda, o kterém některé lidské ženy tvrdily že jsou nuceny ho následovat. Dílo dále zmiňuje další noční výpravy a shromáždění v duchu představy o „Dianině společnosti“ zmiňované zhruba o sto let dříve v Canon Episcopi. Ve vydání Sermones „Kázáních“ domikánského kazatele Johannese Herolta, z roku 1474 se mezi jinými „pověrami“ hovoří v návaznosti na Canon Episcopi o „Dianě, v lidovém jazyce nazývané Unholde nebo blahoslavená žena (die selige Frawn)“. Ta měla po nocích se svým vojskem překonávat velké vzdálenosti. Ve vydáních z roku 1478 a 1484 se objevují další jména: Fraw Berthe a Fraw Helt.
Kromě toho existují další středověké a raně novověké zmínky v kterých chybí narážky na Dianinu spolenčnost. Notker Labeo v 11. století ve svém překladu Martiana Capelly zmiňuje genia, tedy ducha či bůžka, mîn wâre holdo, Albrecht von Halberstadt ve 13. století ve svém překladu Ovidiových Proměn užívá výrazu wazzerholde „vodní holde“ pro nymfu. V dolnoněmeckém překladu Lodi bláznů z 16. století je zmiňována zase guden hollen „dobrá holle“.

## Lidová kultura
Holda má většinou podobu ošklivé stařeny s dlouhým nosem, velkými zuby a naježenými, mastnými vlasy. Často se věnuje předení a oceňuje tuto dovednost i u ostatních. Stejně jako Perchta a Herke je spojována s Vánocemi, především s dvanáctidenním, kdy vyráží do světa a dohlíží na pluhy a vřetena. O masopustu se zase vrací do svého domova a při té příležitosti už musí být předení dokončeno. Dále je spojována s jezery, studnami a prameny. Může, podobně jako bůh Wotan a další mužské postavy, vést Divoký hon, v kterém ji doprovází čarodějnice.

## Pohádka Frau Holle
Frau Holle, do češtiny překládáno jako Paní Zima, je název pohádky ze sbírky bratří Grimmů Kinder- und Hausmärchen. Vypráví o vdově, která měla dvě dcery, z nichž jedna byla krásná a pilná, zatímco druhá ošklivá a líná. Žena však měla raději svou ošklivou dceru a první tak musela zastat veškerou práci v domě. Jednou když šla krásná dcera pro vodu, tak spadla do studně a objevila se na krásná rozkvetlé louce zalité sluncem. Vydala se na cestu, na které pomohla chlebu, který už se málem spálil v peci, a jabloni pomohla od jejích zralých jablek, a nakonec dorazila do domku, kde žila stará žena. Její velké zuby dívku vyděsily, ale nakonec přijala nabídku, že jí ustele a vypráší peřiny. Tento úkol byl nutný, aby sněžilo, stará žena totiž byla Frau Holle.
Dívka strávila u Holle, která s ní zacházela laskavě, dlouhý čas, ale nakonec se jí zastesklo po domově. Jako odměnu Holle dívce dala velké množství zlata, a když se ta vrátila domů poslala její matka za Frau Holle i svou druhou dceru. Ošklivá dívka však kvůli své lenosti konala svou práci špatně a na rozloučenou jí Holle polila smůlou.